# Duomo di Reggio Emilia
La cattedrale o duomo di Reggio Emilia, dedicata a santa Maria Assunta, è un edificio religioso situato in piazza Prampolini nel centro storico della città emiliana. Essa è la chiesa madre della diocesi di Reggio Emilia-Guastalla. La cattedrale è di impianto romanico, oggetto di numerose ricostruzioni e modifiche nel corso dei secoli. Dal 1940 è monumento nazionale.

## Storia
I primi documenti che attestano l'esistenza della cattedrale risalgono alla metà del IX secolo, tuttavia essa già doveva sorgere nel 451, anno in cui il vescovo di Reggio Favenzio partecipò ad un sinodo a Milano. A causa delle incursioni perpetrate dagli Ungari, che avevano causato la morte del vescovo Azzo, l'imperatore Ludovico III concesse al vescovo Pietro la costruzione di mura attorno al palazzo episcopale ed alla cattedrale. Il 26 dicembre 1228 crollò la torre campanaria. Nel 1268, sotto il vescovado di Guido da Fogliano, fu costruito il tiburio ottagonale, ossia l'attuale torre campanaria, e all'abside venne data una forma curvilinea. Nel 1522 venne collocata sul tiburio l'enorme statua in rame a sbalzo della Madonna col Bambino, opera di Bartolomeo Spani. Nel 1544 venne commissionata a Prospero Sogari, detto il Clemente, la costruzione della nuova facciata. Essa venne iniziata qualche tempo dopo, tuttavia, a causa della carenza di risorse, venne presto interrotta. Nel 1557 vennero collocate sulla porta maggiore le statue di Adamo ed Eva, opere sempre dello Spani. Nel 1599 l'architetto senese Cosimo Pugliani modificò sensibilmente gli interni, inglobò infatti l'antica struttura romanica in una trabeazione dorica. La cupola fu disegnata nel 1623 dall'abate Messori, architetto locale che progettò anche la cupola della Chiesa dei Ss. Pietro e Prospero. Le volte a botte delle navate furono realizzate nel 1778 da Giuseppe Barlaam Vergnani. Nel 1832, a causa di un forte terremoto, il tiburio venne abbassato di alcuni metri. Negli anni '60 del '900 le importanti pitture romaniche poste sulla facciata vennero staccate e poste al riparo dagli agenti atmosferici nel Museo Diocesano.

## Descrizione

### La facciata
L'attuale facciata si presenta incompiuta, con un rivestimento cinquecentesco progettato da Prospero Sogari detto Il Clemente al primo livello. La parte inferiore è difatti costituita da lesene incornicianti nicchie con le statue di quattro santi (Grisante, Venerio, Daria e Gioconda) protettori della città.
La parte superiore della facciata, di impronta romanica, è probabilmente frutto del cosiddetto restauro Malaguzzi e risale all'anno 1275 circa.
Gli affreschi duecenteschi (Cristo Pantocratore e Angeli) che adornavano la facciata fino agli anni '50 sono ora conservati nel rinnovato Museo Diocesano.
Sul portale principale sono poste due statue, di ispirazione michelangiolesca, raffiguranti Adamo ed Eva, opera di Prospero Sogari detto Il Clemente. Al di sopra della facciata il tiburio accoglie la grande statua cinquecentesca in bronzo dorato della Madonna con Gesù Bambino ed i committenti, i coniugi Fiordibelli. Anch'essa è opera di Bartolomeo Spani ed è datata 1522.

### L'interno

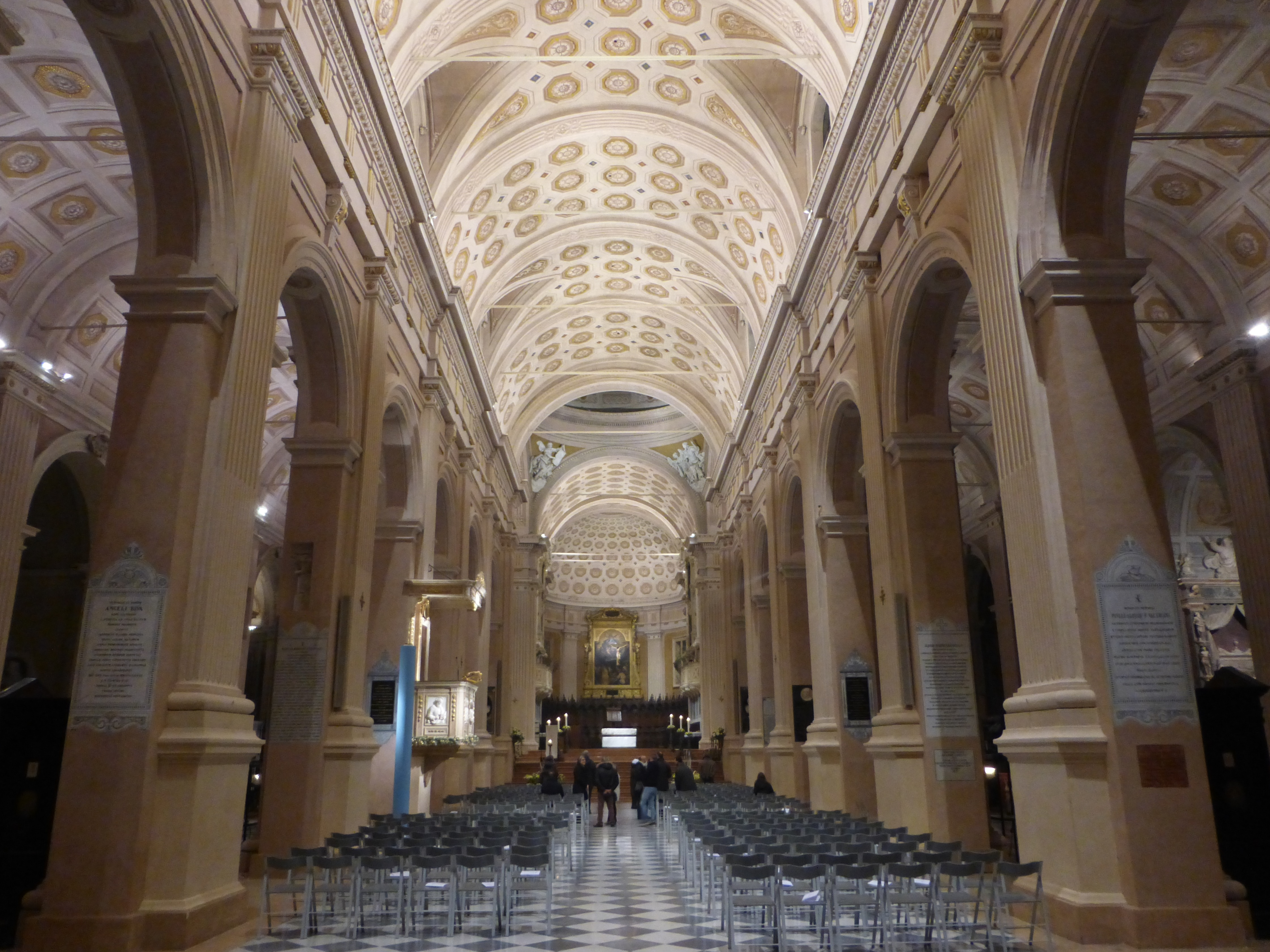
Veduta interna

L'interno è a croce latina e misura 73,30 metri di lunghezza. È a tre navate con arcate a tutto sesto su pilastri e con tre absidi semicircolari. Nel centro della croce s'erge la grande cupola; due cupole minori ornano le cappelle absidali. Il transetto e il capocroce poggiano sulla cripta.
L'interno fu rinnovato a partire dall'anno 1599 dall'architetto senese Cosimo Pugliani ed è un sunto della scultura reggiana dei secoli XV e XVI. Tra gli scultori più importanti si segnalano Bartolomeo Spani e Prospero Sogari detto il Clemente; del primo la Cattedrale conserva numerosi monumenti sepolcrali e, nel Museo Diocesano, gli importanti reliquiari a busto dei santi Crisante e Daria.

### Le cappelle
- Cappella Brami con una pala d'altare di Jacopo Palma il Giovane
- Cappella del Cardinale Domenico Toschi: costruita nel 1605 su progetto di Girolamo Rainaldi con una Visitazione di Giuseppe Cesari detto Il Cavalier d'Arpino, una Natività della Vergine di Cristoforo Roncalli detto il Pomarancio e una Assunzione di Domenico Cresti detto il Passignano.[3]
- Cappella Rangone con il monumentale sepolcro del vescovo Ugo Rangone, opera di Prospero Sogari d. Il Clemente
- Altare Maggiore con una pala d'altare raffigurante l'Assunta, opera di Federico Zuccari
- Cappella del Santissimo Sacramento, di antico patronato Giroldi, decorata da quattro statue di Profeti, opera di Paolo Emilio Besenzi, del 1634. L'altare è sormontato da un elaborato ciborio marmoreo, coronato da una immagine bronzea del Cristo risorto.
- Cappella Fiordibelli con dipinto opera di Giovan Francesco Barbieri detto il Guercino.
- Cappella dei Notai con il bassorilievo della Madonna Tacoli (lastra tombale di Bos Tacoli, 1250 circa) molto venerata come 'Madonna della Salute' (festa il 21 novembre).

Sono inoltre presenti opere di Augusto Mussini, detto fra' Paolo (Gesù tra i cardi), Carlo Bononi, Francesco Vellani, Sebastiano Vercellesi e Orazio Talami.
Nei recenti restauri sono state ritrovate tracce di affreschi tre-quattrocenteschi in varie zone della navata e della cripta. In particolare nella Cappella del Santissimo Sacramento sono stati rinvenuti affreschi degli anni '30 del cinquecento, opera del pittore reggiano Giovanni Giarola, allievo del Correggio.
Gli affreschi della cupola sono di Francesco Fontanesi (1779), scenografo e pittore reggiano che coordinò la costruzione del Teatro La Fenice di Venezia nel 1789 facendo parte della commissione giudicante i progetti.
Si segnala infine il coro ligneo tardogotico e il ricco reliquiario di Santa Caterina, opera di Raffaele Grimaldi la cui raffinata decorazione si richiama alla scuola francese.
A seguito di scavi archeologici, effettuati nell'ambito del complessivo restauro della Cattedrale, è stato recentemente ritrovato un mosaico romano raffigurante scene pagane (IV secolo d.C.) di notevoli dimensioni, probabilmente il più importante esempio musivo del periodo tardo romano in area emiliana. Il mosaico (Tesserae Versicolores) è stato staccato e restaurato, ed è oggi custodito e visibile presso il Museo Diocesano.
Negli anni 2005-2011 sono stati compiuti lavori di adeguamento liturgico di carattere innovativo e sperimentale, con la partecipazione di noti artisti contemporanei: Jannis Kounellis, Hidetoshi Nagasawa, Ettore Spalletti, Claudio Parmiggiani, Giovanni Menada.

## Galleria d'immagini

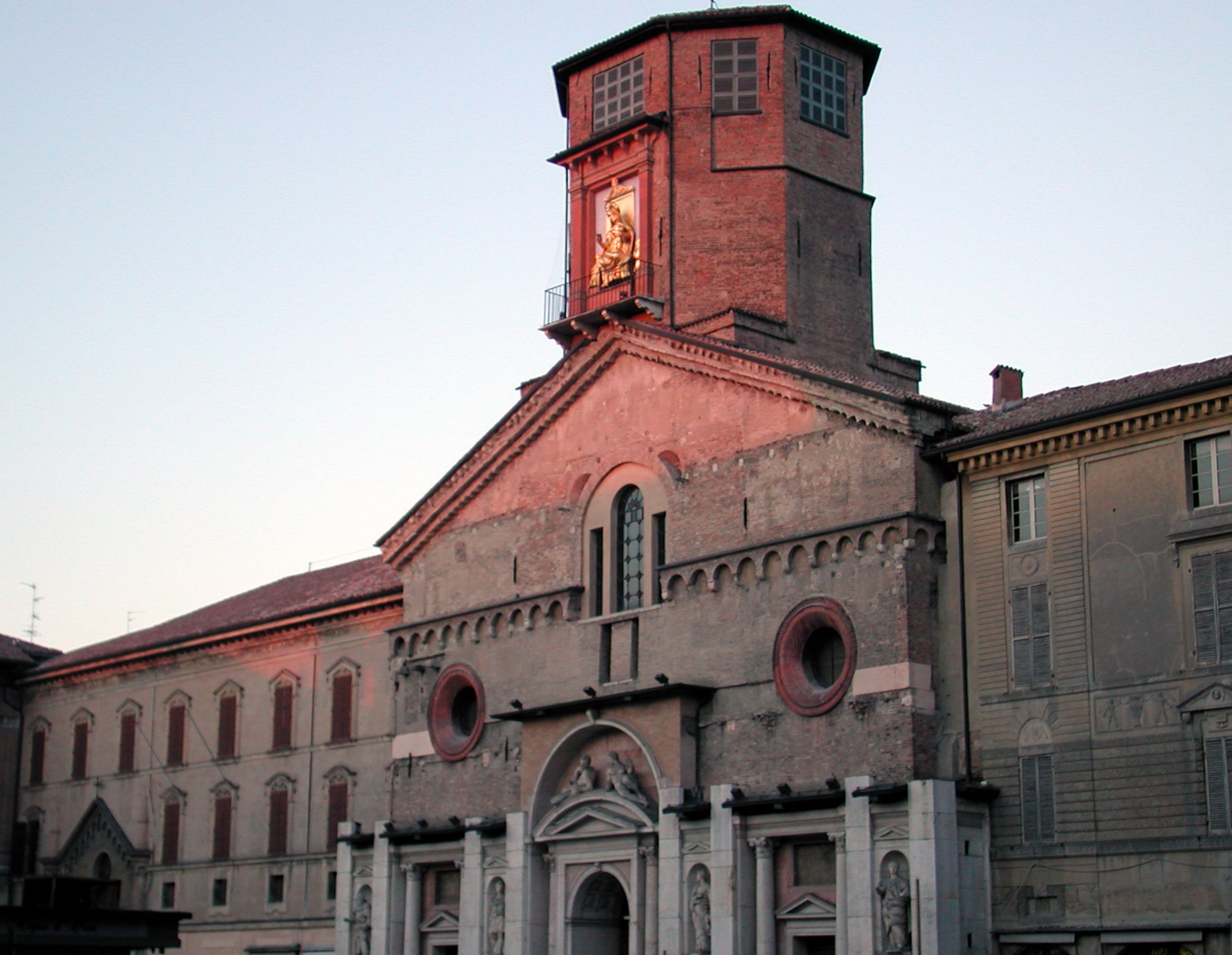
Facciata
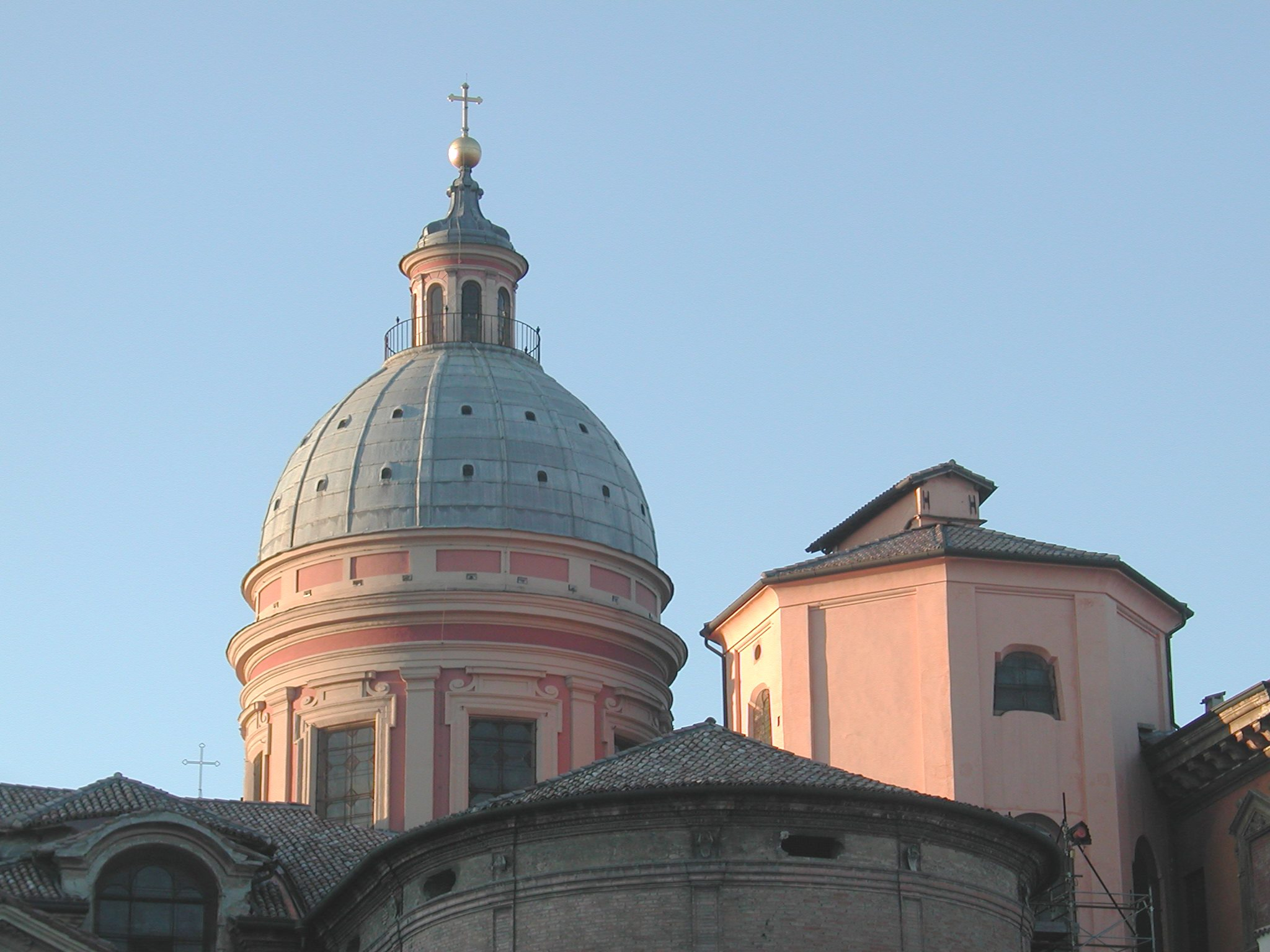
Cupola
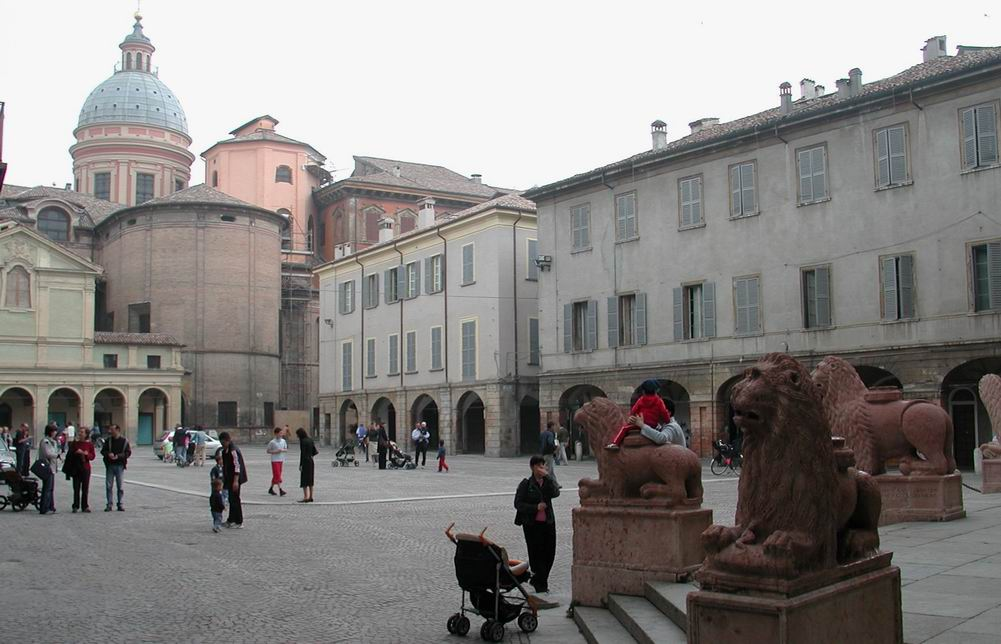
L'abside
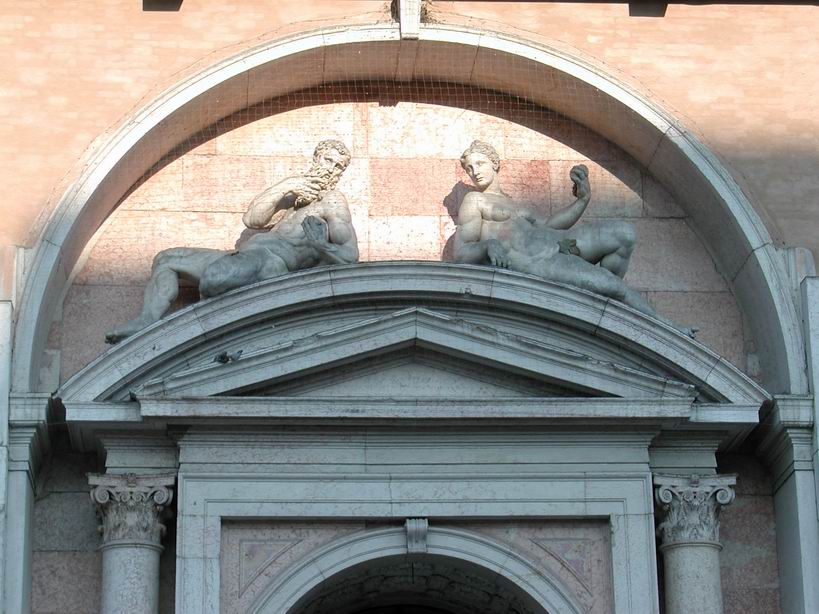
Statue di Adamo ed Eva sul portale
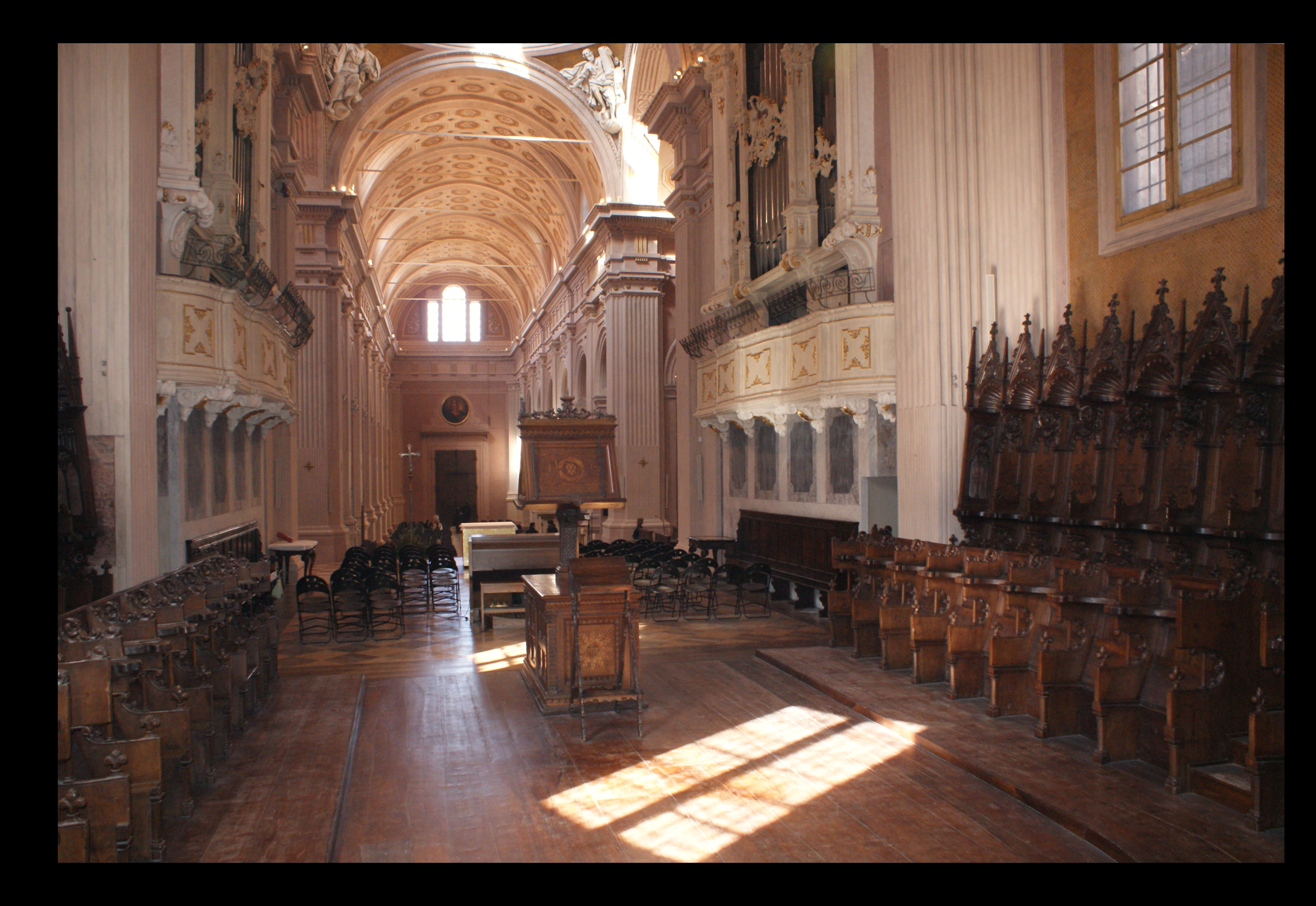
L'interno
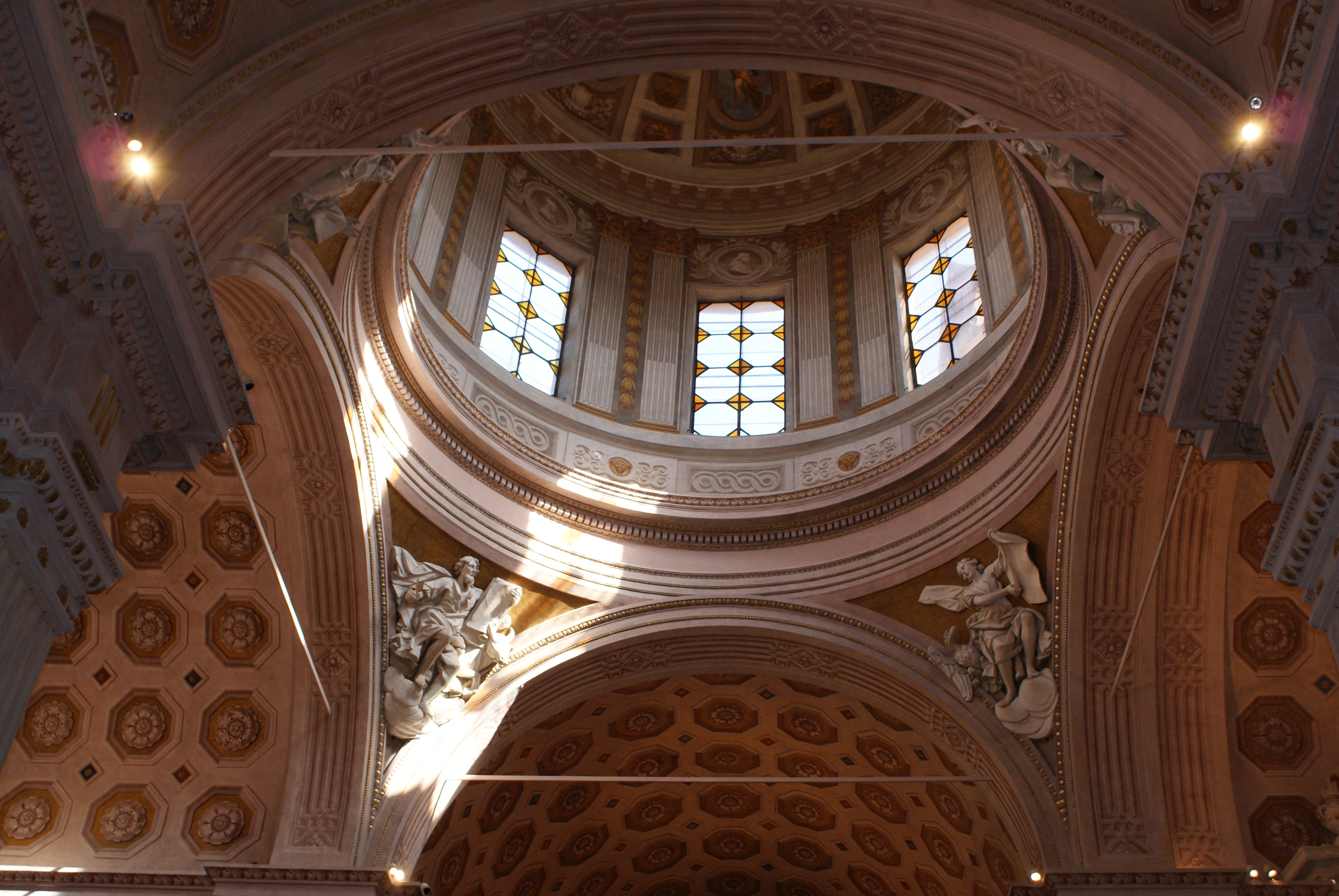
La cupola
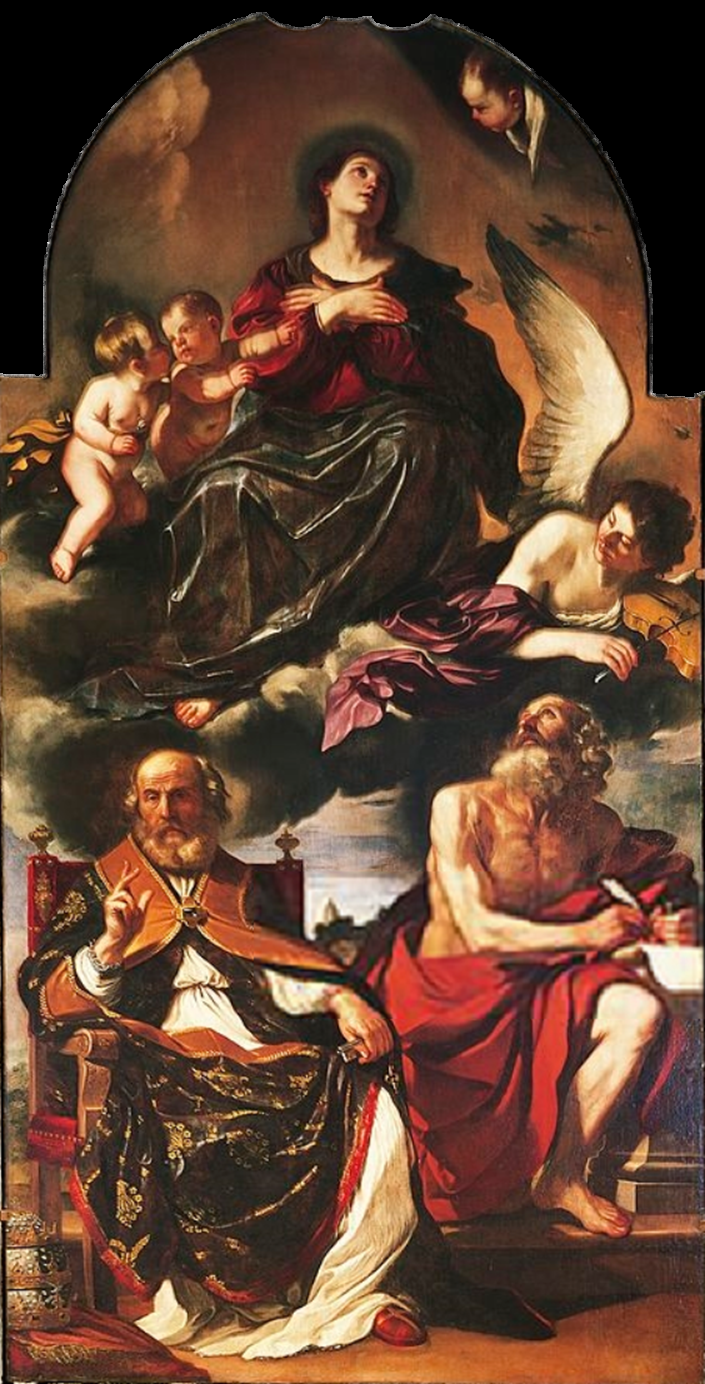
Guercino, Vergine Assunta con i santi Pietro e Girolamo, 1626